# Киприанович, Григорий Яковлевич
Григо́рий Я́ковлевич Киприано́вич (1846, деревня Крайск, Виленская губерния — 1915, Двинск, Витебская губерния) — русский церковный историк, публицист, писатель, приверженец «западнорусской» исторической школы.

## Биография
Григорий Киприанович родился в деревне Крайск. Окончил Литовскую духовную семинарию в 1867 году). После поступил в Санкт-Петербургскую духовную академию, где в 1873 году защитил магистерскую диссертацию: «Жизнь Иосифа Семашки, митрополита литовского и виленского, и воссоединение западно-русских униатов с православной церковью в 1839 г.» Монография была дважды переиздана при жизни автора, и до сих пор не утратила актуальность.
Киприанович преподавал в Самарской семинарии, а с 1872 года работал преподавателем латинского языка, истории и педагогики в Литовской духовной семинарии. Кроме того, он читал лекции в Виленской мужской гимназии и женском училище и не оставлял научной работы. Он занимался исследованием истории униатской церкви и католицизма в Беларуси. Автор ряда монографий, а также очерков «Иосафат Кунцевич» (1912) и «К истории женского образования в Западной России» (1910).
Также Киприанович являлся директором коммерческого училища в Двинске.

## Основные сочинения
- Жизнь Иосифа Семашки, митрополита литовского и виленского, и воссоединение западно-русских униатов с православной церковью в 1839 году.
- Высокопреосвященный Іосифъ Семашко, Митрополитъ Литовскій и Виленскій : Очеркъ его жизни и деятельности по возсоединенію западнорусскихъ уніатовъ съ православною церковію въ 1839 г. / Г. Я. Киприанович. — Вильно : Типографія И. Блюиовича, 1894. — 143 с.
- Исторический очерк православия, католичества и унии в Белоруссии и Литве, с древнейшего до настоящего времени.